# Jan-Marco Montag
Jan-Marco Montag (Keulen, 12 augustus 1983) is een Duits hockeyer. Hij speelt voornamelijk in de verdediging en beschikt over een gedegen strafcorner.
Montag begon met hockeyen bij Schwarz-Weiß Köln en heeft daarna korte uitstapjes gemaakt naar Engeland en Spanje om via Gladbacher HTC in het seizoen 2008/09 in de Nederlandse Hoofdklasse te hockeyen bij Den Bosch. Hier streed hij met de Bosschenaren succesvol tegen degradatie. In de zomer van 2009 koos hij voor zijn ontwikkeling en verruilde hij de Nederlandse laagvlieger (op dat moment) voor de Duitse topclub Rot-Weiß Köln.
Montag maakt sinds 2003 deel uit van de Duitse hockeyploeg. Hij maakte zijn debuut op 16 mei 2003 in de vriendschappelijke wedstrijd tegen Maleisië (1:2) in Worms. Hij heeft ruim 155 interlands achter zijn naam staan. Zijn belangrijkste prestaties met de Duitse ploeg waren het winnen van het WK 2006 op eigen bodem, de Olympische Zomerspelen 2008 en het EK 2011. Hij behoorde echter niet meer tot de selectie die in de finale van de Olympische Zomerspelen 2012 goud won door Nederland te verslaan. In oktober 2012 maakte hij bekend zich niet langer beschikbaar te zullen stellen voor het Duitse team.

## Erelijst
- 1999 –  European Youth Trophy U16 in Antwerpen
- 2000 –  European Youth Trophy U18 in Catania
- 2001 –  European Youth Trophy in Hamburg
- 2002 –  Europees kampioenschap U21 in Lausanne
- 2003 – 6e Champions Trophy in Amstelveen
- 2004 –  Europees kampioenschap U21 in Nivelles
- 2004 – 5e Champions Trophy in Lahore
- 2005 –  Europees kampioenschap in Leipzig
- 2005 – 4e Champions Trophy in Chennai
- 2006 –  Champions Trophy in Terrassa
- 2006 –  WK hockey in Mönchengladbach
- 2007 – 4e Europees kampioenschap in Manchester
- 2007 –  Champions Trophy in Kuala Lumpur
- 2008 –  Olympisch kwalificatietoernooi, Kakamigahara
- 2008 – 5e Champions Trophy in Rotterdam
- 2008 –  Olympische Spelen in Peking
- 2009 –  Europees kampioenschap in Amstelveen
- 2009 –  Champions Trophy in Melbourne
- 2010 –  WK hockey in New Delhi
- 2010 – 4e Champions Trophy in Mönchengladbach
- 2011 –  Europees kampioenschap in Mönchengladbach
- 2011 – 5e Champions Trophy in Auckland

Sebastian Biederlack · 
Moritz Fürste · 
Tobias Hauke · 
Florian Keller · 
Oliver Korn · 
Niklas Meinert · 
Jan-Marco Montag · 
Maximilian Müller · 
Carlos Nevado · 
Max Weinhold · 
Tibor Weißenborn · 
Benjamin Weß · 
Timo Weß  · 
Philip Witte · 
Matthias Witthaus · 
Christopher Zeller · 
Philipp Zeller · 
Coach: Markus Weise